# Список наград и почётных званий Фрэнка Макфарлейна Бёрнета
Список наград и почётных званий сэра Фрэнка Макфарлейна Бёрнета (англ. Frank Macfarlane Burnet, 1899—1985), австралийского учёного вирусолога и иммунолога, включает в себя награды и премии от различных научных сообществ, почётные звания, королевские и императорские ордена и медали. Помимо этого Макфарлейн удостоен членства в научных академиях и профессиональных организациях.
Бёрнет известен в первую очередь как разработчик клонально-селективной теории и первооткрыватель (совместно с Питером Брайаном Медаваром) иммунной толерантности. За последнее открытие учёные получили Нобелевскую премию по физиологии или медицине, она была присуждена им нобелевским комитетом в 1960 году.
Всего Бёрнет удостоен 7 королевских и императорских орденов и медалей и 19 наград и премий от научных сообществ. Он был объявлен членом, почётным членом или профессором университетов, сообществ и ассоциаций 35 раз, является основателем Австралийской академии наук и был президентом на 13 конференции Тихоокеанской научной ассоциации в 1971 году, удостоен почётных званий доктора наук 13 университетов, а также удостоен 19 других знаков признания (в том числе звания Австралийца года в 1960 году) и провёл 2 Крунианские лекции. Это делает Бёрнета самым титулованным учёным в истории Австралии.

## Королевские ордена и медали
За заслуги перед наукой Бёрнет был удостоен следующих королевских и императорских орденов и медалей:
| Год вручения | Награда                                         | На оригинальном языке               | Страна         |
| ------------ | ----------------------------------------------- | ----------------------------------- | -------------- |
| 1951         | Рыцарь-бакалавр                                 | англ. Knight Bachelor               | Великобритания |
| 1953         | Коронационная медаль Елизаветы II               | англ. Elizabeth II Coronation Medal | Великобритания |
| 1958         | Орден Заслуг                                    | англ. Order of Merit                | Великобритания |
| 1961         | Орден Восходящего солнца                        | (яп. 旭日章 кёкудзицусё:)           | Япония         |
| 1969         | Орден Британской империи                        | англ. Order of the British Empire   | Великобритания |
| 1977         | Медаль Серебряного юбилея королевы Елизаветы II | англ. Elizabeth II Jubilee Medal    | Великобритания |
| 1978         | Орден Австралии                                 | англ. Order of Australia            | Австралия      |

## Членство в научных академиях и профессиональных организациях и обществах
Бёрнет являлся членом или почётным членом большого количества обществ, университетов и научных академий различных стран, преимущественно англоязычных, в том числе и знаменитого Лондонского королевского общества. Полный список представлен ниже.
| Год включения | Год выхода                                                             | Название организации                                  | Место расположения                     | Страна                     | Титул                                |
| ------------- | ---------------------------------------------------------------------- | ----------------------------------------------------- | -------------------------------------- | -------------------------- | ------------------------------------ |
| 1942          |                                                                        | Лондонское королевское общество                       | Лондон                                 | Великобритания             | Член                                 |
| 1944          | 1965                                                                   | Мельбурнский университет                              | Мельбурн                               | Австралия                  | Профессор экспериментальной медицины |
| 1948          |                                                                        | Королевский австралазийский колледж врачей            | Мельбурн                               | Австралия                  | Член                                 |
| 1950          | Нью-Йоркская академия наук                                             | Нью-Йорк                                              | США                                    | Почётный член              |                                      |
| 1950          | Королевское медицинское общество                                       | Лондон                                                | Великобритания                         | Почётный член              |                                      |
| 1950          | Американская ассоциация общественного здравоохранения                  | Вашингтон                                             | США                                    | Почётный член              |                                      |
| 1953          | Королевский колледж врачей                                             | Лондон                                                | Великобритания                         | Член                       |                                      |
| 1953          | Королевский колледж врачей                                             | Эдинбург                                              | Великобритания                         | Член                       |                                      |
| 1954          | Австралийская академия наук                                            | Канберра                                              | Австралия                              | Учредитель, член           |                                      |
| 1954          | Национальная академия наук США                                         | Вашингтон                                             | США                                    | Иностранный юрист          |                                      |
| 1956          | Колледж патологов Австралии                                            | Серри-Хиллз                                           | Австралия                              | Почётный член              |                                      |
| 1957          | 1958                                                                   | Австралийско-новозеландская ассоциация развития науки | Данидин                                | Австралия и Новая Зеландия | Президент                            |
| 1957          |                                                                        | Шведская королевская академия наук                    | Стокгольм                              | Швеция                     | Почётный член                        |
| 1958          | Американская академия искусств и наук                                  | Кембридж                                              | США                                    |                            | Почётный член                        |
| 1960          | Королевское общество Новой Зеландии                                    | Веллингтон                                            | Новая Зеландия                         |                            | Почётный член                        |
| 1960          | Американское философское общество                                      | Филадельфия                                           | США                                    |                            | Почётный член                        |
| 1961          | Американская ассоциация иммунологов                                    | Роквилл                                               | США                                    |                            | Почётный член                        |
| 1961          | Ассоциация американских врачей                                         | Тусон                                                 | США                                    |                            | Почётный член                        |
| 1962          | Международное общество гематологии                                     | Монтеррей                                             | Международное, штаб-квартира — Мексика | Член                       |                                      |
| 1963          | Американский колледж врачей                                            | Филадельфия                                           | США                                    | Почётный член              |                                      |
| 1963          | Австралийская федерация последипломного образования в области медицины | Сидней                                                | Австралия                              | Член                       |                                      |
| 1966          | Королевский институт общественного здравоохранения                     | Канберра                                              | Австралия                              | Почётный член              |                                      |
| 1966          | Американское общество микробиологии                                    | Вашингтон                                             | США                                    | Почётный член              |                                      |
| 1967          | Королевский колледж патологов                                          | Лондон                                                | Великобритания                         | Почётный член              |                                      |
| 1968          | Королевская коллегия хирургов Англии                                   | Линкольнс-Инн-Филдс                                   | Великобритания                         | Член                       |                                      |
| 1970          | Эдинбургское королевское общество                                      | Эдинбург                                              | Великобритания                         | Почётный член              |                                      |
| 1971          | 1971                                                                   | 12 конгресс тихоокеанской научной ассоциации          | Сува                                   | Фиджи                      | Президент                            |
| 1971          |                                                                        | Международная эпидемиологическая ассоциация           | Чикаго                                 | США                        | Почётный член                        |
| 1974          | Американская академия аллергии, астмы и иммунологии                    | Милуоки                                               |                                        | США                        | Почётный член                        |
| 1977          | Аргентинская медицинская ассоциация                                    | Буэнос-Айрес                                          | Аргентина                              |                            | Почётный член                        |
| 1978          | Академия наук Аргентины                                                | Кордова                                               | Аргентина                              | Иностранный корреспондент  |                                      |
| 1981          | Квинслендский медицинский исследовательский институт                   | Брисбен                                               | Австралия                              | Член                       |                                      |

## Почётные степени
Бёрнет был удостоен почётной степени 14 различных высших учебных заведений. Ниже представлен полный список:
| Год  | Университет                            | Город             | Страна         | Степень                 |
| ---- | -------------------------------------- | ----------------- | -------------- | ----------------------- |
| 1946 | Кембриджский университет               | Кембридж          | Великобритания | Доктор наук             |
| 1948 | Университет Западной Австралии         | Перт              | Австралия      | Доктор наук             |
| 1957 | Университет Новой Зеландии             | Крайстчерч        | Новая Зеландия | Доктор наук             |
| 1958 | Медицинский колледж Ганнемана          | Филадельфия       | США            | Доктор медицинских наук |
| 1960 | Лондонский университет                 | Лондон            | Великобритания | Доктор наук             |
| 1960 | Гарвардский университет                | Кембридж          | Великобритания | Доктор наук             |
| 1961 | Сиднейский университет                 | Сидней            | Австралия      | Доктор наук             |
| 1962 | Мельбурнский университет               | Мельбурн          | Австралия      | Доктор юридических наук |
| 1967 | Университет Нового Южного Уэльса       | Сидней            | Австралия      | Доктор наук             |
| 1968 | Оксфордский университет                | Оксфорд           | Великобритания | Доктор наук             |
| 1968 | Университет Монаша                     | Мельбурн          | Австралия      | Доктор наук             |
| 1974 | Ньюкаслский университет                | Ньюкасл-апон-Тайн | Великобритания | Доктор наук             |
| 1984 | Медицинский университет Южной Каролины | Чарлстон          | США            | Доктор медицинских наук |

## Крунианские лекции
Как доктор наук и учёный, Фрэнк провёл большое количество лекций. Среди них была 31 зарубежная почётная лекция, большинство из которых проводились в различных университетах англоязычных стран (преимущественно США и Великобритании), одна была проведена в Лондонском госпитале, одна (Нобелевская) — в шведском Стокгольме и ещё две являются так называемыми Крунианскими. Ниже представлен список последних:
| Год  | Место                           | Город  | Страна проведения | Название лекции                           |
| ---- | ------------------------------- | ------ | ----------------- | ----------------------------------------- |
| 1950 | Лондонское королевское общество | Лондон | Великобритания    | The interaction of virus and cell-surface |
| 1959 | Лондонское королевское общество | Лондон | Великобритания    | Auto-Immune Disease                       |

## Прочие награды
Помимо вышеперечисленных Бёрнет является лауреатом ещё 19 премий, наиболее значимой из которых является Нобелевская в 1960 году. Ниже представлен полный список в порядке получения:
| Год  | Премия                                                              | Организация                                                    | Страна                   | Обоснование |
| ---- | ------------------------------------------------------------------- | -------------------------------------------------------------- | ------------------------ | --- |
| 1935 | Премия Стюарта                                                      | Британская медицинская ассоциация                              | Великобритания           | |
| 1938 | Премия Уолтера Берфитта                                             | Королевское общество Нового Южного Уэльса                      | Австралия                | |
| 1939 | Медаль Чиленто                                                      | Австралийский институт анатомии                                | Австралия                | |
| 1947 | Королевская медаль                                                  | Лондонское королевское общество                                | Великобритания           | «За выдающиеся работы по бактериофагам, вирусам и иммунитету; за вклад в изучение инфекционных заболеваний как экологического явления» |
| 1953 | Премия Альберта Ласкера за фундаментальные медицинские исследования | Американская ассоциация общественного здравоохранения          | США                      | «За коренное изменение наших знаний о вирусах и о том, как происходит наследование ими характеристик»                                  |
| 1953 | Стипендия Чарльза Микла                                             | Торонтский университет                                         | Канада                   | |
| 1954 | Премия имени Эмиля фон Беринга 1952 года                            | Марбургский университет                                        | Германия                 | |
| 1954 | Медаль Джеймса Кука                                                 | Королевское общество Нового Южного Уэльса                      | Австралия                | |
| 1958 | Медаль Галена                                                       | Поклонное общество лондонских аптекарей                        | Великобритания           | |
| 1959 | Медаль Копли                                                        | Лондонское королевское общество                                | Великобритания           | В знак признания выдающегося вклада в изучение вирусов и иммунологию                                                                   |
| 1959 | Медаль Мэтью Флиндерса                                              | Австралийская академия наук                                    | Австралия                | |
| 1960 | Нобелевская премия по физиологии или медицине                       | Нобелевский комитет                                            | Швеция                   | «За открытие приобретенной иммунной толерантности (переносимости)»                                                                     |
| 1960 | Австралиец года                                                     | Национальный совет по случаю дня Австралии                     | Австралия                | |
| 1962 | Медаль Мюллера                                                      | Австралийско-новозеландская ассоциация развития науки          | Австралия Новая Зеландия | |
| 1962 | Медаль Нью-Йоркского университета                                   | Нью-Йоркский университет                                       | США                      | |
| 1963 | Медаль Джейса Спенса                                                | Британская педиатрическая ассоциация                           | Великобритания           | |
| 1967 | Медаль королевского института                                       | Королевский институт общественного здоровья                    | Великобритания           | |
| 1967 | Серебряная медаль                                                   | Институт микробиологии и гигиены при Монреальском университете | Франция                  | |
| 1971 | Премия первого конгресса                                            | Международный конгресс по иммунологии                          | Австралия                | За открытие иммунологической толерантности                                                                                             |
| 1973 | Награда за выдающуюся службу                                        | Всемирная аллергологическая организация                        | Международная            | За открытия и исследования в области иммунологии                                                                                       |